# Distretto di San Antonio de Antaparco
Il distretto di San Antonio de Antaparco è uno dei dodici distretti della  provincia di Angaraes, in Perù. Si trova nella regione di Huancavelica.